# Great Holcombe
Great Holcombe – osada w Anglii, w hrabstwie Oxfordshire, w dystrykcie South Oxfordshire. Leży 14 km na południowy wschód od Oksfordu i 71 km na zachód od Londynu.